# 赣榆海洋经济开发区
赣榆海洋经济开发区，全称“江苏省赣榆海洋经济开发区”，始建于2001年，2003年1月，被江苏省人民政府批准为全省首家省级海洋经济开发区。位于全国文明镇、国务院首批沿海开放镇、江苏省百家名镇、连云港市第一镇——青口镇东北部，紧邻赣榆县城，规划范围为东临黄海、西接204国道，北至兴庄河，南抵青口河，规划总面积158平方公里，其中陆域面积20平方公里。